# T Scorpii
Désignations
T Scorpii, ou Nova Scorpii 1860, est une nova qui est survenue dans la direction de l'amas globulaire M80. Elle a été découverte le 21 mai 1860 par Arthur Auwers à l'observatoire de Königsberg et a été découverte de manière indépendante par Norman Pogson le 28 mai à l'observatoire d'Hartwell,. Elle était de magnitude 7,5 à sa découverte, atteignant un maximum de magnitude de 6,8, surclassant l'ensemble de l'amas stellaire.